# Zugzwang
|   | a                                                                                 | b                                                                                 | c                                                                                 | d                                                                                 | e                                                                                 | f                                                                                 | g                                                                                 | h                                                                                 |   |
| 8 | f6 white king · f5 white bishop · g5 black knight · h5 white pawn · f4 black king | f6 white king · f5 white bishop · g5 black knight · h5 white pawn · f4 black king | f6 white king · f5 white bishop · g5 black knight · h5 white pawn · f4 black king | f6 white king · f5 white bishop · g5 black knight · h5 white pawn · f4 black king | f6 white king · f5 white bishop · g5 black knight · h5 white pawn · f4 black king | f6 white king · f5 white bishop · g5 black knight · h5 white pawn · f4 black king | f6 white king · f5 white bishop · g5 black knight · h5 white pawn · f4 black king | f6 white king · f5 white bishop · g5 black knight · h5 white pawn · f4 black king | 8 |
| 7 | f6 white king · f5 white bishop · g5 black knight · h5 white pawn · f4 black king | f6 white king · f5 white bishop · g5 black knight · h5 white pawn · f4 black king | f6 white king · f5 white bishop · g5 black knight · h5 white pawn · f4 black king | f6 white king · f5 white bishop · g5 black knight · h5 white pawn · f4 black king | f6 white king · f5 white bishop · g5 black knight · h5 white pawn · f4 black king | f6 white king · f5 white bishop · g5 black knight · h5 white pawn · f4 black king | f6 white king · f5 white bishop · g5 black knight · h5 white pawn · f4 black king | f6 white king · f5 white bishop · g5 black knight · h5 white pawn · f4 black king | 7 |
| 6 | f6 white king · f5 white bishop · g5 black knight · h5 white pawn · f4 black king | f6 white king · f5 white bishop · g5 black knight · h5 white pawn · f4 black king | f6 white king · f5 white bishop · g5 black knight · h5 white pawn · f4 black king | f6 white king · f5 white bishop · g5 black knight · h5 white pawn · f4 black king | f6 white king · f5 white bishop · g5 black knight · h5 white pawn · f4 black king | f6 white king · f5 white bishop · g5 black knight · h5 white pawn · f4 black king | f6 white king · f5 white bishop · g5 black knight · h5 white pawn · f4 black king | f6 white king · f5 white bishop · g5 black knight · h5 white pawn · f4 black king | 6 |
| 5 | f6 white king · f5 white bishop · g5 black knight · h5 white pawn · f4 black king | f6 white king · f5 white bishop · g5 black knight · h5 white pawn · f4 black king | f6 white king · f5 white bishop · g5 black knight · h5 white pawn · f4 black king | f6 white king · f5 white bishop · g5 black knight · h5 white pawn · f4 black king | f6 white king · f5 white bishop · g5 black knight · h5 white pawn · f4 black king | f6 white king · f5 white bishop · g5 black knight · h5 white pawn · f4 black king | f6 white king · f5 white bishop · g5 black knight · h5 white pawn · f4 black king | f6 white king · f5 white bishop · g5 black knight · h5 white pawn · f4 black king | 5 |
| 4 | f6 white king · f5 white bishop · g5 black knight · h5 white pawn · f4 black king | f6 white king · f5 white bishop · g5 black knight · h5 white pawn · f4 black king | f6 white king · f5 white bishop · g5 black knight · h5 white pawn · f4 black king | f6 white king · f5 white bishop · g5 black knight · h5 white pawn · f4 black king | f6 white king · f5 white bishop · g5 black knight · h5 white pawn · f4 black king | f6 white king · f5 white bishop · g5 black knight · h5 white pawn · f4 black king | f6 white king · f5 white bishop · g5 black knight · h5 white pawn · f4 black king | f6 white king · f5 white bishop · g5 black knight · h5 white pawn · f4 black king | 4 |
| 3 | f6 white king · f5 white bishop · g5 black knight · h5 white pawn · f4 black king | f6 white king · f5 white bishop · g5 black knight · h5 white pawn · f4 black king | f6 white king · f5 white bishop · g5 black knight · h5 white pawn · f4 black king | f6 white king · f5 white bishop · g5 black knight · h5 white pawn · f4 black king | f6 white king · f5 white bishop · g5 black knight · h5 white pawn · f4 black king | f6 white king · f5 white bishop · g5 black knight · h5 white pawn · f4 black king | f6 white king · f5 white bishop · g5 black knight · h5 white pawn · f4 black king | f6 white king · f5 white bishop · g5 black knight · h5 white pawn · f4 black king | 3 |
| 2 | f6 white king · f5 white bishop · g5 black knight · h5 white pawn · f4 black king | f6 white king · f5 white bishop · g5 black knight · h5 white pawn · f4 black king | f6 white king · f5 white bishop · g5 black knight · h5 white pawn · f4 black king | f6 white king · f5 white bishop · g5 black knight · h5 white pawn · f4 black king | f6 white king · f5 white bishop · g5 black knight · h5 white pawn · f4 black king | f6 white king · f5 white bishop · g5 black knight · h5 white pawn · f4 black king | f6 white king · f5 white bishop · g5 black knight · h5 white pawn · f4 black king | f6 white king · f5 white bishop · g5 black knight · h5 white pawn · f4 black king | 2 |
| 1 | f6 white king · f5 white bishop · g5 black knight · h5 white pawn · f4 black king | f6 white king · f5 white bishop · g5 black knight · h5 white pawn · f4 black king | f6 white king · f5 white bishop · g5 black knight · h5 white pawn · f4 black king | f6 white king · f5 white bishop · g5 black knight · h5 white pawn · f4 black king | f6 white king · f5 white bishop · g5 black knight · h5 white pawn · f4 black king | f6 white king · f5 white bishop · g5 black knight · h5 white pawn · f4 black king | f6 white king · f5 white bishop · g5 black knight · h5 white pawn · f4 black king | f6 white king · f5 white bishop · g5 black knight · h5 white pawn · f4 black king | 1 |
|   | a                                                                                 | b                                                                                 | c                                                                                 | d                                                                                 | e                                                                                 | f                                                                                 | g                                                                                 | h                                                                                 |   |

În șah și în alte jocuri, zugzwang (în germană, cu sensul de „obligație de a muta”, pronunțat [ˈtsuːktsvaŋ]) este o situație în care un jucător este dezavantajat din cauza obligației sale de a face o mișcare. Se spune că un jucător este „în zugzwang” atunci când orice mișcare permisă îi va înrăutăți poziția. Termenul este aplicat și la conflictele militare în care un combatant se află în punctul fără întoarcere, pierde și dacă atacă și dacă se retrage.